# بلازما كوارك-غلوونية
بلازما كوارك-غلوونية (بالإنجليزية: quark–gluon plasma)‏ أو حساء الكوارك (بالإنجليزية: Quark Soup)‏ هي طور في الديناميكا اللونية الكميّة يُفترض وجوده في درجة حرارة أو كثافة أو درجة حرارة وكثافة مرتفعين للغاية. ويعتقد أن هذا الطور يتألف من الكواركات والغلوونات، حيث تتفكك الغلوونات(الروابط) بين الكواركات اللتان هما من اللبنات الأساسية للمادة. فالبروتون مثلا يتكون من ثلاثة كواركات تربطها غلوونات ببعضها البعض فتجعلها محصورة في البروتون ، كما يعتقد أنه بعد أجزاء من الألف من الثانية بعد الانفجار العظيم، كان الكون في حالة بلازما كوارك-غلوونية ، تكونت على اثرها البروتونات والنيوترونات وجسيمات أولية أخرى. ومن تلك المادة تكون الكون من نجوم ومجرات .

## تحضيرها على الأرض

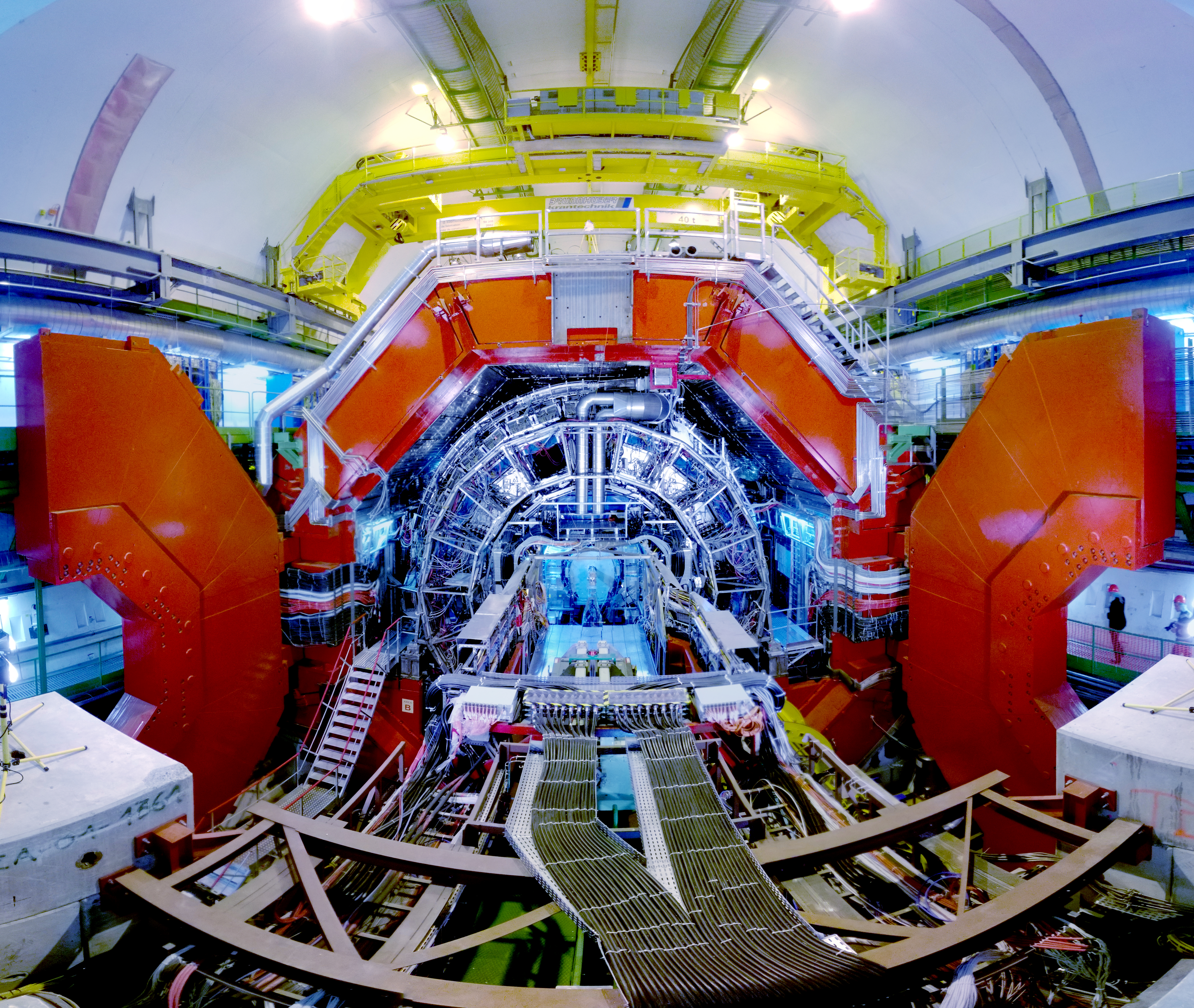
تجربة أليس في سيرن لبحث حالة بلازما كوارك-غلوونية

يحتاج هذا تحضير بلازما الكواركات والغلوونات إلى معجل أيونات ثقيلة . وقد أجريت تجارب قبل ذلك على معجل جسيمات GSI مركز هلمهواتز لبحوث الأيونات الثقيلة الموجود في دارمشتات بألمانيا. كذلك أجريت تلك البحوث في مركز البحوث النووية الأوروبي
سيرن وفي مصادم الهادرونات الكبير ( LHC) وكذلك على مصادم الأيونات الثقيلة النسبي (RHIC) الموجود في روك أيلاند بولاية نيويورك.
ومن المسائل الهامة في هذه الاختبارات هو فحص انتقال الطور من حالة الانحصار Confinement (في ابروتون أو في النيوترون) إلى حالة البلازما ( أي تفكك الكواركات عن الغلوونات)).
استخدم مصادم الأيونات الثقيلة النسبي أنوية ذرات الذهب حيث قام بتسريعها إلى نحو 9و99 % من سرعة الضوء ، ثم سمح لهم بالاصتدام . وسجلت الجسيمات المنطلقة من هذا التصادم بواسطة عدادات مخصوصة لتعيين أنواعها. ونظرا لعظمة طاقة الاصتدام والارتفاع الباهظ في درجة الحرارة (عدة مليارات كلفن) في عشرات الألاف من الجسيمات الناتجة ، فحدث أنه خلال أجزاء من النانو ثانية من بعد الاصتدام تغيرت في الضغط في داخل الجسيمات المتصادمة بطريقة تشير إلى حالة للمادة شبيهة بسائل : نشأت بلازما من الكواركات والغلوونينات.
كما تشير إلى حالة بلازما كوارك-غلوونية مثلما في سائل في حالة توازن ترموديناميكي هو نشأة عدد قليل من نفاثات جسيمات ، فهي تكون نفاثات جسيمات تنطلق في أشكال مخروطية من الأنوية المصتدمة. ويفسر العلماء هذا بأن الجسيمات من خلال بلازما كوارك-غلوونية تنكبح بشدة وتفقد جزء من طاقتها بقدر لا يكفي لتكوين نفاثة اضافية .